# Dobong-gu

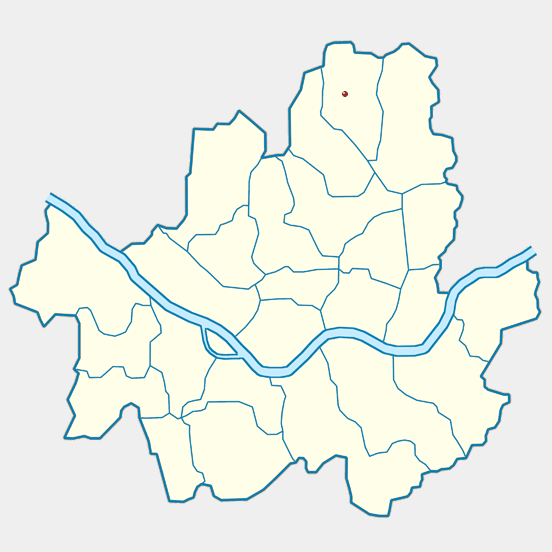
Situation dans Séoul

Dobong-gu (hangul : 도봉구 ; hanja : 道峰區) est un arrondissement (gu) de Séoul situé au nord du fleuve Han.

## Quartiers
Dobong est divisé en 19 quartiers (dong) : 
- Banghak-dong - 방학동
- Banghak1-dong- 방학1동
- Banghak2-dong - 방학2동
- Banghak3-dong - 방학3동
- Banghak4-dong - 방학4동
- Chang-dong - 창동
- Chang1-dong - 창1동
- Chang2-dong - 창2동
- Chang3-dong - 창3동
- Chang4-dong - 창4동
- Chang5-dong - 창5동
- Dobong-dong - 도봉동
- Dobong1-dong - 도봉1동
- Dobong2-dong - 도봉2동
- Ssangmun-dong - 쌍문동
- Ssangmun1-dong - 쌍문1동
- Ssangmun2-dong - 쌍문2동
- Ssangmun3-dong - 쌍문3동
- Ssangmun4-dong - 쌍문4동